# 扁頭深鰕虎
扁頭深鰕虎（学名：Bathygobius petrophilus）为鰕虎科深鰕虎魚屬下的一个种。